# Радковци
Радковци е село в Северна България. То се намира в община Велико Търново, област Велико Търново.

## География
Село Радковци се намира в планински район. Разположено е на 25 километра южно от Велико Търново в „Прохода на Републиката“. Намира се на около 1 км по права линия до река Белица. Състои се от две махали – горната се нарича „Дунавци“, а долната „Радковци“.
Известни местности: Чаирите, Жълтата дюля, Гьоновото, Дългата нива, Пожара, Цирака, Барища, Нивища, Над вадата, Милковото, Орницата, Ковачев дял, Плачка, Торища, Калугерското, Храновото, Яза, Ръженище, Рътлината и др.

## Население
Численост на населението според преброяванията през годините:
| \| Година на преброяване \| Численост \| \| --------------------- \| --------- \| \| 1934 \| 161 \| \| 1946 \| 147 \| \| 1956 \| 92 \| \| 1965 \| 44 \| \| 1975 \| 27 \| \| 1985 \| 10 \| \| 1992 \| 12 \| \| 2001 \| 3 \| \| 2011 \| 5 \| \| 2021 \| 8 \| |           |
| Година на преброяване | Численост |
| 1934 | 161       |
| 1946 | 147       |
| 1956 | 92        |
| 1965 | 44        |
| 1975 | 27        |
| 1985 | 10        |
| 1992 | 12        |
| 2001 | 3         |
| 2011 | 5         |
| 2021 | 8         |

### Етнически състав
Преброяване на населението през 2011 г.
Численост и дял на етническите групи според преброяването на населението през 2011 г.:
|                     | Численост | Дял (в %) |
| Общо                | 5         | 100.00    |
| Българи             | 5         | 100.00    |
| Турци               | 0         | 0.00      |
| Цигани              | 0         | 0.00      |
| Други               | 0         | 0.00      |
| Не се самоопределят | 0         | 0.00      |
| Неотговорили        | 0         | 0.00      |

## Културни и природни забележителности
- Църква „Св. Иван Рилски“

## Редовни събития
В годините преди 1989 на всеки пет години се прави т. нар. „Земляческа среща“. Има запазени архивни снимки от последните две – 1980 и 1985 г.